# Wacław Berczyński
Wacław Berczyński (ur. 1946 w Wałbrzychu) – polski doktor inżynier.

## Życiorys
W latach 1968–1981 był członkiem Polskiej Zjednoczonej Partii Robotniczej. W 1969 ukończył studia na Politechnice Łódzkiej. Od 1969 pracował na tej uczelni w Katedrze Mechaniki Technicznej. Jednocześnie studiował matematykę na Uniwersytecie Łódzkim. Doktoryzował się w 1978 na podstawie pracy o metodzie elementów skończonych. Magisterium (MSc) z Inżynierii Systemów (System Engineering) na University of Southern California w 2002. W grudniu 1981 wyemigrował z Polski. Najpierw do Włoch, a następnie do USA, gdzie pracował m.in. dla koncernu Boeing.
Obok m.in. Wiesława Biniendy i Kazimierza Nowaczyka wchodzi w skład grupy ekspertów współpracujących z Zespołem Parlamentarnym ds. Zbadania Przyczyn Katastrofy Tu-154M z 10 kwietnia 2010 roku, zajmującym się badaniem przyczyn katastrofy Tu-154 w Smoleńsku, działającym w Sejmie Rzeczypospolitej Polskiej.
W lutym 2013 tygodnik „Gazeta Polska” przyznał mu tytuł „Człowieka Roku 2013” (wspólnie z nim wyróżnienie otrzymali inni naukowcy badający przyczyny katastrofy smoleńskiej: Wiesław Binienda, Kazimierz Nowaczyk i Grzegorz Szuladziński). Wraz z trzema innymi naukowcami badającymi przyczyny katastrofy smoleńskiej jest bohaterem filmu dokumentalnego pt. Polacy autorstwa Marii Dłużewskiej z 2013.
W 2016 został przewodniczącym Podkomisji ds. Ponownego Zbadania Wypadku Lotniczego pod Smoleńskiem, powołanej przy Komisji Badania Wypadków Lotniczych Lotnictwa Państwowego przez ministra obrony narodowej Antoniego Macierewicza. 20 kwietnia 2017 złożył rezygnację ze stanowiska przewodniczącego tej podkomisji (pozostawał jej członkiem do 15 grudnia 2023).
Od października 2016 był przewodniczącym rady nadzorczej Wojskowych Zakładów Lotniczych nr 1 SA w Łodzi. 20 kwietnia 2017 zrezygnował z tego stanowiska i członkostwa w radzie nadzorczej.